# Armènia durant l'edat mitjana
La història d'Armènia durant l'edat mitjana és un període de vuit segles en la història del país que comença amb la conquesta musulmana d'Armènia a mitjans del segle vii. Entre els esdeveniments més importants d'aquest període hi ha el ressorgiment del Regne d'Armènia sota els bagràtides i l'arribada dels turcs seljúcides a la regió. Durant aquest temps, una part dels armenis migraren a Cilícia per fugir de les invasions, mentre que els que romangueren a l'Armènia oriental veieren l'establiment de l'Armènia zacàrida com a vassalla del Regne de Geòrgia. Aquest període també fou testimoni de l'ascens de la dinastia reial d'Artsakh.
Els armenis fundaren un estat croat a Cilícia, el Regne Armeni de Cilícia, que fou l'últim estat armeni realment independent fins a l'establiment, segles més tard, de l'Armènia actual. L'arribada de l'Imperi Mongol a la regió, seguida per l'auge i la caiguda d'altres confederacions turcomongoles, marca un punt d'inflexió en la història dels armenis, definit per l'assentament d'un gran nombre de persones turcòfones a les seves terres. A la darreria de l'edat mitjana ja havien desaparegut els últims estats armenis, amb la integració de la meitat occidental de l'Armènia històrica a l'Imperi Otomà i la meitat oriental a l'Imperi Safàvida.